# Thomas Erdos

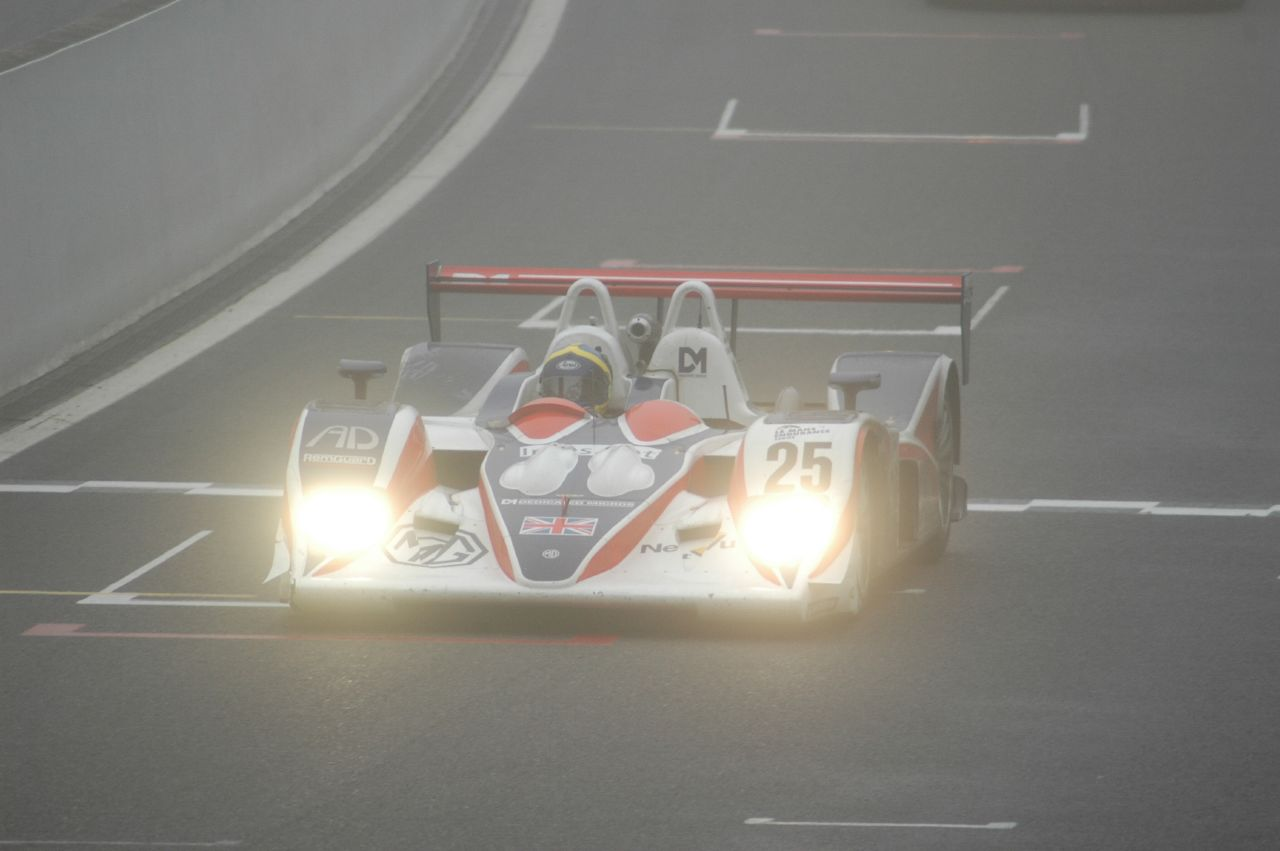
Erdos im MG-Lola EX264 beim 1000-km-Rennen von Spa 2005

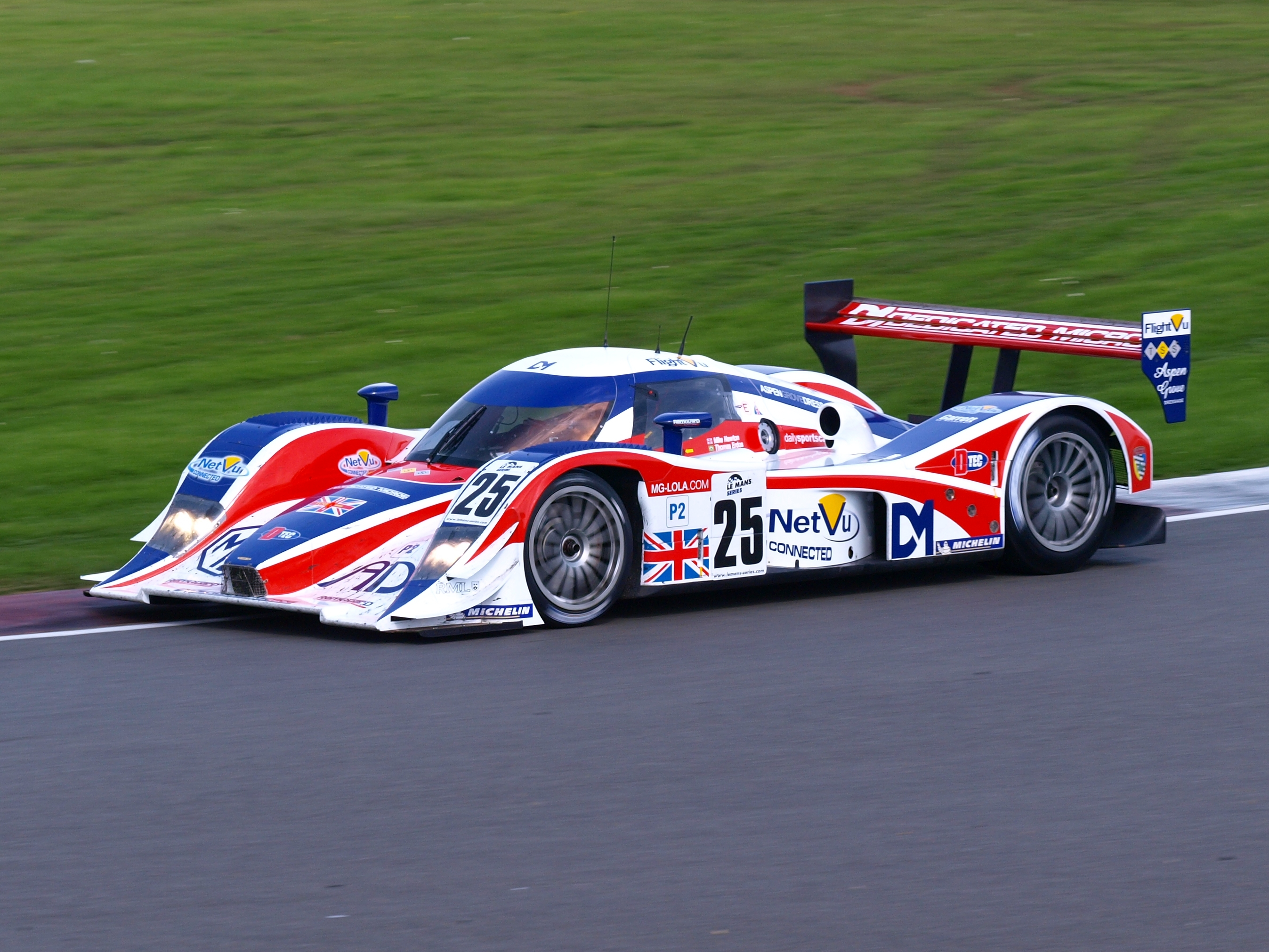
MG-Lola EX265C von Erdos und Newton in Silverstone 2008

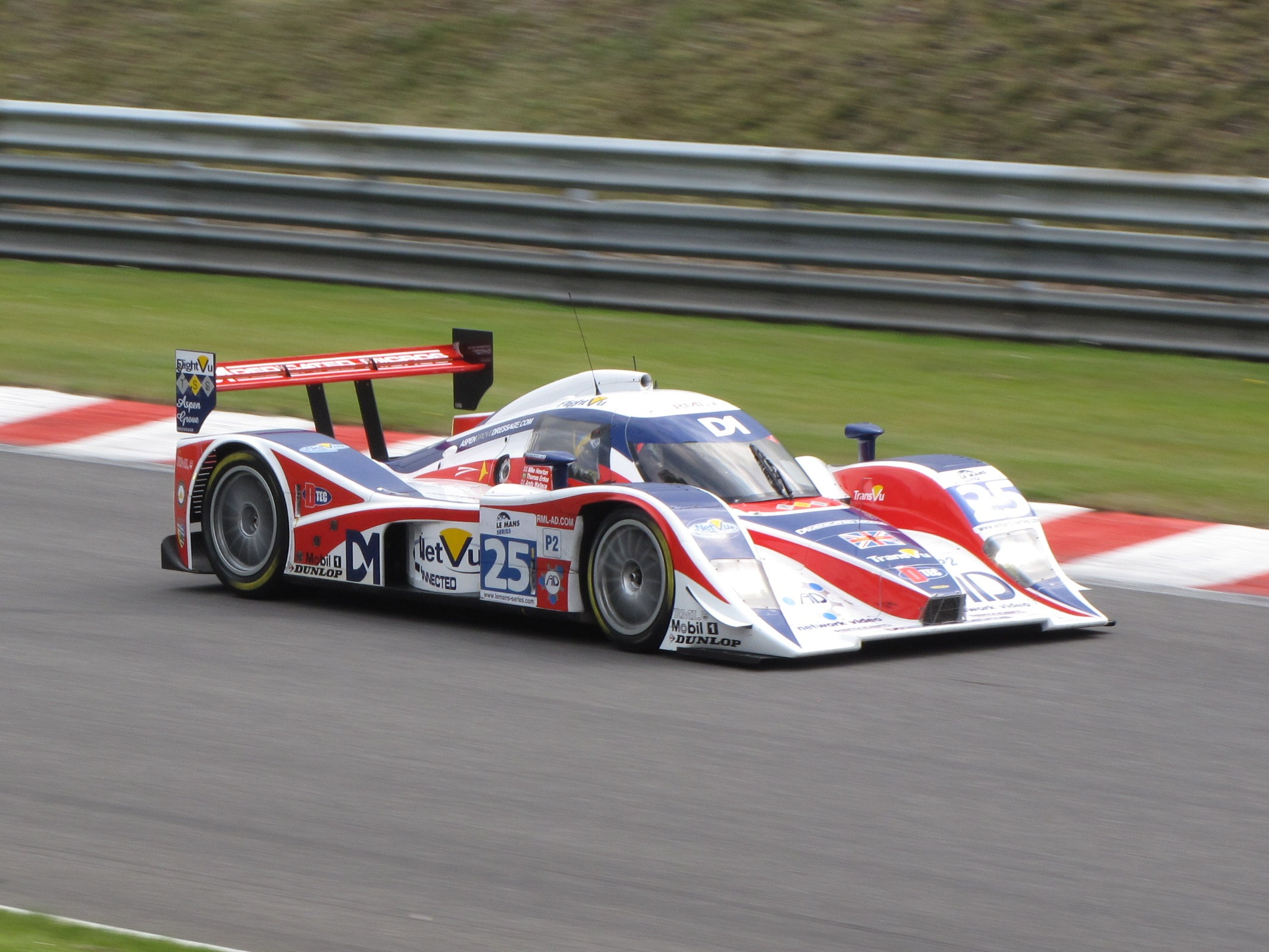
Erdos im Lola B08/80 mit HPD-Motor beim 1000-km-Rennen von Spa-Francorchamps 2010

Thomas „Tommy“ Erdos (* 30. Oktober 1963 in Rio de Janeiro) ist ein brasilianischer Automobilrennfahrer und lebt zurzeit mit seiner Frau in Milton Keynes in England.

## Karriere

### Anfänge im Motorsport
Erdos begann seine Karriere im Motorsport in der britischen Formel First 1988. Er beendete die Meisterschaft mit fünf Siegen als Vizemeister. 1989 Jahr wechselte er in die britische Formel Ford 2000, die er als Dritter der Meisterschaft und mit drei Siegen beenden konnte. 1990 entschied sich Erdos in die noch junge britische Formel-Renault-Serie zu wechseln. Er gewann mit Fortec Motorsport vier Rennen, beendete fünf weitere Läufe auf dem Podium und sammelte somit genügend Punkte, um die Meisterschaft für sich zu entscheiden. Nach diesem Erfolg nahm er an Tests mit einem Formel-3-Wagen teil, verunglückte und verletzte sich dabei so stark, dass er im nächsten Jahr an keinem Rennen teilnahm. Zurück im Cockpit, fuhr er erneut für Fortec Motorsport in der britischen Formel Renault. Er konnte trotz eines Sieges in Spa-Francorchamps nicht an die Ergebnisse von 1990 anknüpfen und verlor die Meisterschaft an Pedro de la Rosa. Von 1993 bis 1996 arbeitete Erdos als Fahrlehrer in der Rennschule von Jim Russell. Daneben fuhr er in der britischen Formel 3 sowie in der europäischen und britischen Formel-Renault-Serie. In dem Zeitraum gewann er unter anderem zwei Rennen der Formel 3 auf einem Dallara 393.

### BPR Global GT Series und FIA-GT
1995 fuhr er für das Marcos-Werksteam das 4-Stunden-Rennen von Silverstone, an der Seite von Chris Hodgetts. 1996 wechselte er für die vollständige Saison zum Rennstall von Marcos in die BPR Global GT Series. Dort pilotierte er zusammen mit Cor Euser einen Marcos LM600. Euser und Erdos fuhren in neun Rennen zu zwei Klassensiegen und beendeten zwei weitere Rennen auf dem Podium. Insgesamt sammelte Erdos 94 Punkte und schloss die Saison mit dem dritten Klassenrang ab. Zusammen mit dem zweiten Fahrzeug von Marcos Racing International beendete das Team die Meisterschaft auf Platz zwei der GT2. 1997 stieg die Serie unter der Kontrolle der FIA zur GT-Weltmeisterschaft auf. Erdos nahm jedoch nur an zwei Läufen mit zwei unterschiedlichen Teams teil. Sowohl in Donington mit einem Marcos LM600 als auch in Spa mit einem Ford Saleen Mustang RRR musste er das Rennen vorzeitig beenden. Danach kehrte er bis 2003 der Serie den Rücken, die nach dem Rückzug einiger Hersteller keine Weltmeisterschaft mehr war. Zusammen mit Mike Newton und Graham Nash Motorsport fuhr er in der Saison 2003 einen Saleen S7R. Das beste Ergebnis der Fahrerpaarung waren zwei vierte Plätze bei den beiden 500-km-Rennen von Donington und Oschersleben. Darüber hinaus fuhren beide, verstärkt durch Pedro Chaves und Miguel Ramos, beim 24-Stunden-Rennen von Spa-Francorchamps und beendeten es auf dem fünften Platz in ihrer Klasse. Im darauffolgenden Jahr wechselten sowohl Newton als auch Erdos zu RML und bestritten eine weitere Saison auf einem Saleen S7-R. Die beste Platzierung in der Saison 2004 war ein sechster Platz auf dem Circuit Ricardo Tormo. Beim 24-Stunden-Rennen von Spa fuhren sie gemeinsam mit Miguel Ramos und Chris Goodwin, die bis dahin den zweiten Saleen S7-R von RML in der Meisterschaft pilotierten. Der Wagen fiel nach Rennhalbzeit mit einem Motorschaden aus. Insgesamt sammelte Erdos 16,5 Punkte und belegte am Ende der Saison den zwölften Platz in der Fahrerwertung. Danach wechselten er und Newton endgültig in die Le Mans Series.

### Britische GT-Serie
Neben der Teilnahme an der BPR Global GT Series fuhr Erdos ab 1995 auch in der britischen BRDC Privilage Insurance GT Series. In der ersten Saison in dieser Serie startete er ab dem sechsten Meisterschaftslauf in Thruxton auf einem Marcos LM600 und gewann drei der verbleibenden sechs Rennen in seiner Klasse. 1996 Jahr fuhr er weiterhin einen Marcos, jedoch für zwei unterschiedliche Teams. Zusammen mit Cos Euser bestritt er zwei Rennen in Silverstone und Thruxton, die das Duo beide mit einem Marcos LM600 gewannen. Dabei besiegten sie auch Fahrzeuge aus der leistungsstärkeren GT1-Kategorie. Außerdem fuhr Erdos mit Andy Purvis zwei Rennen mit einem Marcos LM500R GT3 für NCK Racing. Sein bestes Ergebnis in diesem Fahrzeug war eine Podiumsplatzierung in der GT3-Kategorie auf der Rennstrecke von Oulton Park. 1997 startete Erdos erneut in zwei unterschiedlichen Teams und Klassen. Beim vierten Lauf der Serie bewegte Newton einen Ford Saleen Mustang RRR von Cirtek Motorsport. Er und David Warnock beendeten das Rennen auf dem dritten Gesamtrang, wurden aber nachträglich disqualifiziert. Ab dem fünften Meisterschaftslauf in Silverstone wechselte Erdos in einen Jaguar XJ220. In den verbleibenden fünf Rennen der Saison fuhr er, zusammen mit Allen Lloyd vier Podiumsplatzierungen der GT1-Kategorie heraus. 1998 saß er am Steuer von drei verschiedenen Fahrzeugen. Mit Colin Blower fuhr er in zwei Läufen einen TVR Cerbera, mit Gérard MacQuillan einen Porsche 911 und ab dem sechsten Saisonlauf erneut für NCK Racing einen Marcos LM600. In Spa-Francorchamps siegte er zusammen mit Andy Purvis in der GT2-Klasse. Während der Marcos in Donington ausfiel, endeten beide Rennen in Silverstone auf dem Podium der GT2. 1999 blieb er bei NCK Racing und nahm an allen Meisterschaftsläufen teil. Zusammen mit Purvis beendete er fünf Rennen unter den ersten drei seiner Klasse, fiel in den anderen Rennen jedoch vorzeitig aus. 2000 war für Erdos die letzte Saison mit NCK Racing und Purvis. Die Fahrerpaarung fiel in sieben von zwölf Rennen aus, dem gegenüber standen eine Podiumsplatzierung in Croft und mehrere Mittelfeldplatzierungen in weiteren vier Rennen. 2001 pausierte Erdos in der britischen GT-Meisterschaft und kam 2002 mit Graham Nash Motorsport zurück. Er und Ian McKellar gewannen acht der zwölf Meisterschaftsläufe auf einem Saleen S7-R und beendeten die Saison als britischer GT-Meister. 2003 fuhr er nur beim 1000-km-Rennen von Spa, das in diesem Jahr zusammen mit der FIA Sportscar Challenge ausgetragen wurde. Erdos besetzte mit Shaun Balfe und Jamie Derbyshire einen der beiden Mosler MT900R des Teams von Balfe Motorsport. Am Ende des Rennens, standen die Fahrer beider Mosler auf dem Podium der GTO-Klasse.

### Britische Tourenwagenserie BTCC
2001 traten ABG Motorsport an Erdos heran und verpflichteten ihn für die Tourenwagenserie BTCC. Schwierigkeiten bei der Beschaffung und dem Aufbau des zweiten Lexus IS 200 verzögerten seinen ersten Einsatz bis zum 13. Meisterschaftslauf auf dem Knockhill Racing Circuit. In fünf der elf Rennen kam Erdos auf Rang vier, konnte sich aber nicht mit dem den von privater Hand eingesetzten Lexus gegen das Werksteam von Vauxhall durchsetzen. In der Meisterschaft stand er am Jahresende auf dem siebten Rang, obwohl er nur an 11 von 26 Rennen teilgenommen hatte.

### American Le Mans Series und Le Mans Series
2000 gastierte die American Le Mans Series für zwei Rennen in Europa. Erdos fuhr, gemeinsam mit Xavier Pompidou und Stephen Watson, für Chamberlain Motorsport beim 1000-km-Rennen auf dem Nürburgring. Das Fahrertrio belegte in dem Rennen nach 160 Runden Platz zwei der GTS-Klasse hinter der Chrysler Viper GTS-R von ORECA. Zwei Jahre später bestritt Erdos ein weiteres Rennen der American Le Mans Series. Beim 12-Stunden-Rennen von Sebring startete er für Graham Nash Motorsport erneut in der GTS-Klasse. Mit einem Aufhängungsschaden war das Rennen für Erdos nach 36 Runden beendet. Im Team von Ray Mallock trat Erdos 2003, neben dem Engagement in der FIA-GT, auch beim 1000-km-Rennen von Le Mans an. Zusammen mit Mike Newton und Chris Goodwin fuhr er einen MG-Lola EX257, konnte das Rennen aber wegen eines Getriebeschadens nicht beenden. Das Einzelrennen im November mündete 2004 in die Le Mans Endurance Series, bei der er erneut mit Newton im EX257 antrat. In der Saison sammelte Erdos konstant Punkte und wurde Fünfter der LMP1-Meisterschaft. Im darauffolgenden Jahr blieben er und Newton in der Serie, wechselten aber mit dem neuen MG-Lola EX264 in die kleine Le-Mans-Prototypenklasse LMP2. Das Duo erreichte in drei der fünf Rennen Podiumsplätze und fuhr beim 1000-km-Rennen von Istanbul zum Klassensieg. In der Fahrer- und Teammeisterschaft unterlagen sie mit einem Punkt Gareth Evans und der Mannschaft von Chamberlain-Synergy Motorsport. Auch ein Jahr später verlor Erdos die Meisterschaft nur knapp. Beim 1000-km-Rennen von Jarama fiel sein Fahrzeug Minuten vor Rennende mit einem Motorschaden aus. Juan Barazi und Michael Vergers reichte nun eine Zielankunft, um Newton und Erdos in der Saison 2006 auf den zweiten Platz zu verweisen. Trotz eines Klassensiegs und einer weiteren Podiumsplatzierung fehlten dem Duo am Ende zwei Punkte in der Fahrer- und Teammeisterschaft der LMP2-Kategorie. In der Le-Mans-Series-Saison 2007 sollte sich das Blatt zugunsten von Erdos und Newton wenden. Obwohl das Team beim Mil Milhas in Interlagos nicht antrat, gewann es die Fahrerwertung der LMP2. Am Saisonende standen zwei Klassensiege bei den 1000-km-Rennen in Spa und am Nürburgring auf seinem Konto. Darüber hinaus sammelte das Team in drei weiteren Rennen insgesamt 36 Punkte. Um weiterhin um einen Klassensieg mitfahren zu können, wechselte RML für die Saison 2008 auf eine Ausbaustufe des Vorjahreswagen. Gegenüber den Porsche RS Spyder erwies sich der MG-Lola EX265 jedoch als nicht ausreichend konkurrenzfähig. So beendete das Team zwar alle Rennen konstant unter den besten sechs Fahrzeugen der LMP2, verlor die Meisterschaft aber bereits vorzeitig an Jos Verstappen. Daher entschied Teameigner Ray Mallock für das letzte 1000-km-Rennen der Saison in Silverstone, ein geschlossenes Prototypencoupé einzusetzen. In der folgenden Saison trennte sich das Team von Motorlieferanten MG und wechselte zu dem japanischen Hersteller Mazda. Die Wahl des Aggregats stellte sich letztlich als Fehlentscheidung heraus. In den fünf Meisterschaftsläufen der Saison 2009 beendeten er und Newton lediglich zwei Rennen ohne Motorschaden. Das Triebwerk kam mit dem zu Beginn der Saison veränderten Benzinzusätzen nicht zurecht. Zwar beendete das Fahrerduo den letzten Meisterschaftslauf in Silverstone auf dem Podium der LMP2, jedoch sammelte das Team durch den mehrfach notwendigen Motorwechsel mehr Strafpunkte als Zähler und beendeten das Jahr daher als Schlusslicht der Klasse. Wie alle anderen Kundenteams von Mazda-AER wechselte auch RML für die Saison 2010 zu einem anderen Motorlieferanten. Das Team schloss im Gegensatz zur Konkurrenz jedoch einen Vertrag mit dem Hersteller Honda ab, der den Motor unter dem Namen Acura bislang hauptsächlich im Acura ARX-01 eingesetzt hatte.

### 24-Stunden-Rennen von Le Mans
Insgesamt bestritt Erdos neun Läufe des jährlichen Langstreckenrennens an der Sarthe, davon sechs mit Mike Newton. Seinen ersten Einsatz hatte er 1995 mit dem Werksteam von Marcos. Der von ihm pilotierte Marcos LM600 fiel aber nach 123 Runden mit Elektronikproblemen vorzeitig aus. 1996 Jahr kehrte er mit Cor Euser und Pascal Dro zurück, musste jedoch das Rennen mit technischen Problemen am Marcos aufgeben. 1997 fuhr Erdos, zusammen mit Julian Bailey und Mark Skaife, einen Lister Storm GTL. Nun in der GT1 startete er vom 25. Startplatz und musste das Fahrzeug im Rennen mit einem Getriebeschaden abstellen. Im Jahr danach war Erdos auf dem Porsche 911 GT2 von Gérard MacQuillan gemeldet, aber weder er noch MacQuillan oder Richard Jones konnte den Wagen qualifizieren. Seine erste Zielankunft verbuchte Erdos im darauffolgenden Jahr. In der Viper GTS-S von Chamberlain Motorsport beendete er, zusammen mit Christian Gläsel und Christian Vann, das Rennen auf dem 22. Gesamtrang und als Neunter der GTS-Kategorie. Von 2000 bis 2002 trat er nicht beim 24-Stunden-Rennen von Le Mans an und kehrte 2003 mit Graham Nash Motorsport zurück. Er, Pedro Chaves und Mike Newton waren in der GTS-Klasse auf einem Saleen S7-R gemeldet, fielen im Rennen aber mit einem Motorschaden vorzeitig aus. Im Jahr 2004 fuhren Erdos, Newton und Nathan Kinch für RML einen Le-Mans-Prototyp. Das Team ging von der 13. Startposition ins Rennen, musste das Rennen aber vorzeitig mit Motorschaden aufgeben. Wie in der Le Mans Series fuhren Erdos und Newton 2005 in Le Mans einen MG-Lola EX264 in der kleinen Prototypenklasse. Unterstützt wurde das Duo von Warren Hughes. Bei seiner zweiten Zielankunft in sechs Jahren fuhr die Fahrerpaarung zum Klassensieg in der LMP2 und auf den 20. Gesamtrang. 2006 verteidigten Newton und Erdos zusammen mit Andy Wallace das Ergebnis. Mit dem zweiten Klassensieg fuhr Erdos auch zu seinem besten Gesamtergebnis überhaupt. Das Trio beendete das Rennen auf dem achten Gesamtrang. 2007 blieb das erfolgreiche Team des Vorjahres unangetastet, konnte den Erfolg aber nicht wiederholen. In der 251. Runde fiel das Fahrzeug mit einem Kolbenschaden aus. 2008 kehrte das Fahrerteam in unveränderter Aufstellung zurück. In der vierten Runde des Rennens kam es zur Kollision zwischen Erdos und dem Lola B07/10, gefahren von Greg Pickett. Das Team von Ray Mallock konnte den angeschlagenen Wagen reparieren und Andy Wallace wieder auf die Strecke schicken. Wallace kam jedoch nach wenigen Runden wieder an die Box und das Team zog das Fahrzeug aus dem Rennen zurück. Für den Lauf im folgenden Jahr wurde die Fahrerpaarung leicht verändert, anstatt Wallace griff nun Chris Dyson ins Steuer des Lola-Coupés mit Mazda-Motor. Das Fahrertrio lag bis Sonntagmorgen auf dem 4. Platz in der LMP2-Klasse, als Erdos den Wagen nach 273. Runden mit einem Motorschaden abstellen musste. Nachdem Erdos nun drei Jahre in Folge ausgefallen war, konnte er 2010 mit einem Podium in der LMP2-Kategorie wieder eine Zielankunft vorweisen.

### 24-Stunden-Rennen von Daytona

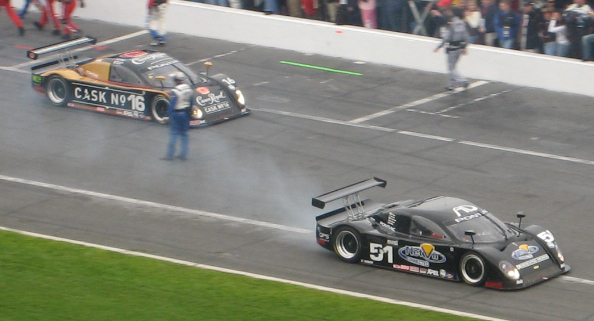
Mike Newton im Coyote CC/08 mit der Nummer 51, fährt zur Einführungsrunde in Daytona 2008

Erdos trat ab 2002 auch mehrfach beim 24-Stunden-Rennen von Daytona an. Bei seiner ersten Teilnahme teilte er sich das Cockpit des Saleen S7-R mit Ian McKellar, Ron Johnson und Bobby Verdon-Roe. Erdos fuhr im Rennen die zweitschnellste Rundenzeit seiner Klasse. Es gab jedoch technische Schwierigkeiten, so dass das Fahrzeug nach 428 Runden aus dem Rennen genommen werden musste. Trotzdem wurde der Saleen am Ende auf der 39. Gesamtposition gewertet. Der nächste Einsatz in Daytona folgte 2004 für Michael Shank Racing auf einem Doran JE4. Erdos ersten Einsatz in einem Daytona-Prototyp bestritt er an der Seite von Mike Newton, Kelly Collins und Cort Wagner. Das Rennen beendete Erdos auf dem siebten Gesamtrang, dabei verfehlte das Team nur knapp einen Podestplatz in der DP-Klasse. 2005 traten Erdos und Newton erneut zusammen an. Wie im Vorjahr pilotierten beide einen Doran JE4, wurden aber von Burt und Brian Frisselle verstärkt. Nach 523 Runden streikte das Getriebe des von Synergy Motorsport eingesetzten Doran, sodass die Mannschaft den Wagen aufgeben musste. 2006 fuhr Erdos erneut in der DP-Klasse, in diesem Jahr wechselte er zu Cheever Racing. Mike Newton, mit dem er bis dahin drei der vier 24-Stunden-Rennen von Daytona bestritt, war zwar auf dem Crawford DP03 gemeldet, fuhr jedoch nicht. So beendete Erdos das Rennen mit der Unterstützung von Stefan Johansson und Warren Hughes auf dem 22. Gesamtrang. Im darauffolgenden Jahr fuhr Erdos erneut für Cheever Racing, nun wieder mit Newton. Neben dem Duo steuerten Eddie Cheever jr. und Harrison Brix den Fabcar FDSC/03. Nach 579 gefahrenen Runden belegte die Mannschaft Platz 18 in der DP-Klasse. Auch 2008 traten Newton und Erdos in Amerika an, Erdos musste den Coyote CC/08 in 49. Runde mit einem kapitalen Motorschaden abstellen.

## Statistik

### Erfolge
- 1990: Meister der britischen Formel Renault
- 2002: Meister der britischen BRDC Privilage Insurance GT Series
- 2005: Klassensieger der LMP2 im 24-Stunden-Rennen von Le Mans
- 2006: Klassensieger der LMP2 im 24-Stunden-Rennen von Le Mans
- 2007: Le Mans Series Fahrer- und Teammeister der LMP2

### Le-Mans-Ergebnisse
| Jahr | Team                          | Fahrzeug             | Teamkollege      | Teamkollege    | Platzierung             | Ausfallgrund |
| ---- | ----------------------------- | -------------------- | ---------------- | -------------- | ----------------------- | ------------ |
| 1995 | Team Marcos                   | Marcos LM600         | Cor Euser        | Chris Hodgetts | Ausfall                 | Elektronik   |
| 1996 | Team Marcos                   | Marcos LM600         | Cor Euser        | Pascal Dro     | Ausfall                 | Motor        |
| 1997 | Newcastle United Lister Storm | Lister Storm GTL     | Julian Bailey    | Mark Skaife    | Ausfall                 | Getriebe     |
| 1999 | Chamberlain Motorsport        | Chrysler Viper GTS-R | Christian Gläsel | Christian Vann | Rang 22                 |              |
| 2003 | Graham Nash Motorsport        | Saleen S7R           | Mike Newton      | Pedro Chaves   | Ausfall                 | Motor        |
| 2004 | RML                           | MG-Lola EX257        | Mike Newton      | Nathan Kinch   | Ausfall                 | Motor        |
| 2005 | RML                           | MG-Lola EX264        | Mike Newton      | Warren Hughes  | Rang 20 und Klassensieg |              |
| 2006 | RML                           | MG-Lola EX264        | Mike Newton      | Andy Wallace   | Rang 8 und Klassensieg  |              |
| 2007 | RML                           | MG-Lola EX264        | Mike Newton      | Andy Wallace   | Ausfall                 | Kolben       |
| 2008 | RML                           | MG-Lola EX265        | Mike Newton      | Andy Wallace   | Ausfall                 | Unfall       |
| 2009 | RML                           | Lola B08/86          | Mike Newton      | Chris Dyson    | Ausfall                 | Motor        |
| 2010 | RML                           | Lola B08/80          | Mike Newton      | Andy Wallace   | Rang 8                  |              |
| 2011 | RML                           | HPD ARX-01d          | Mike Newton      | Ben Collins    | Rang 12                 |              |

### Sebring-Ergebnisse
| Jahr | Team                   | Fahrzeug    | Teamkollege  | Teamkollege     | Platzierung | Ausfallgrund    |
| ---- | ---------------------- | ----------- | ------------ | --------------- | ----------- | --------------- |
| 2002 | Graham Nash Motorsport | Saleen S7-R | Ian McKellar | Ron Johnson     | Ausfall     | Aufhängung      |
| 2003 | Graham Nash Motorsport | Saleen S7-R | Pedro Chaves | Gavin Pickering | Ausfall     | Getriebeschaden |